# Desmodium canescens
Desmodium canescens är en ärtväxtart som först beskrevs av Carl von Linné, och fick sitt nu gällande namn av Dc. Desmodium canescens ingår i släktet Desmodium och familjen ärtväxter. Inga underarter finns listade i Catalogue of Life.

## Bildgalleri

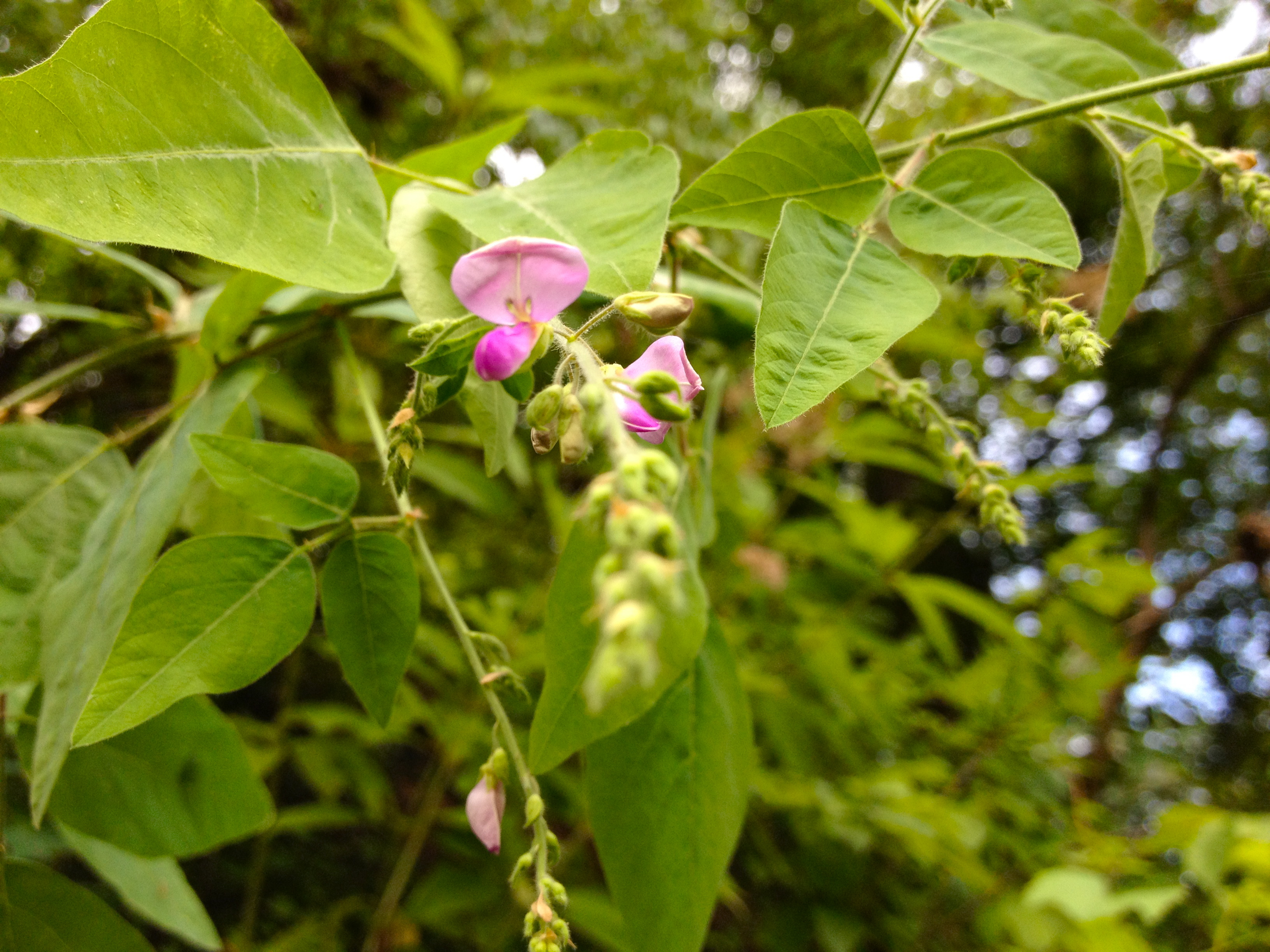
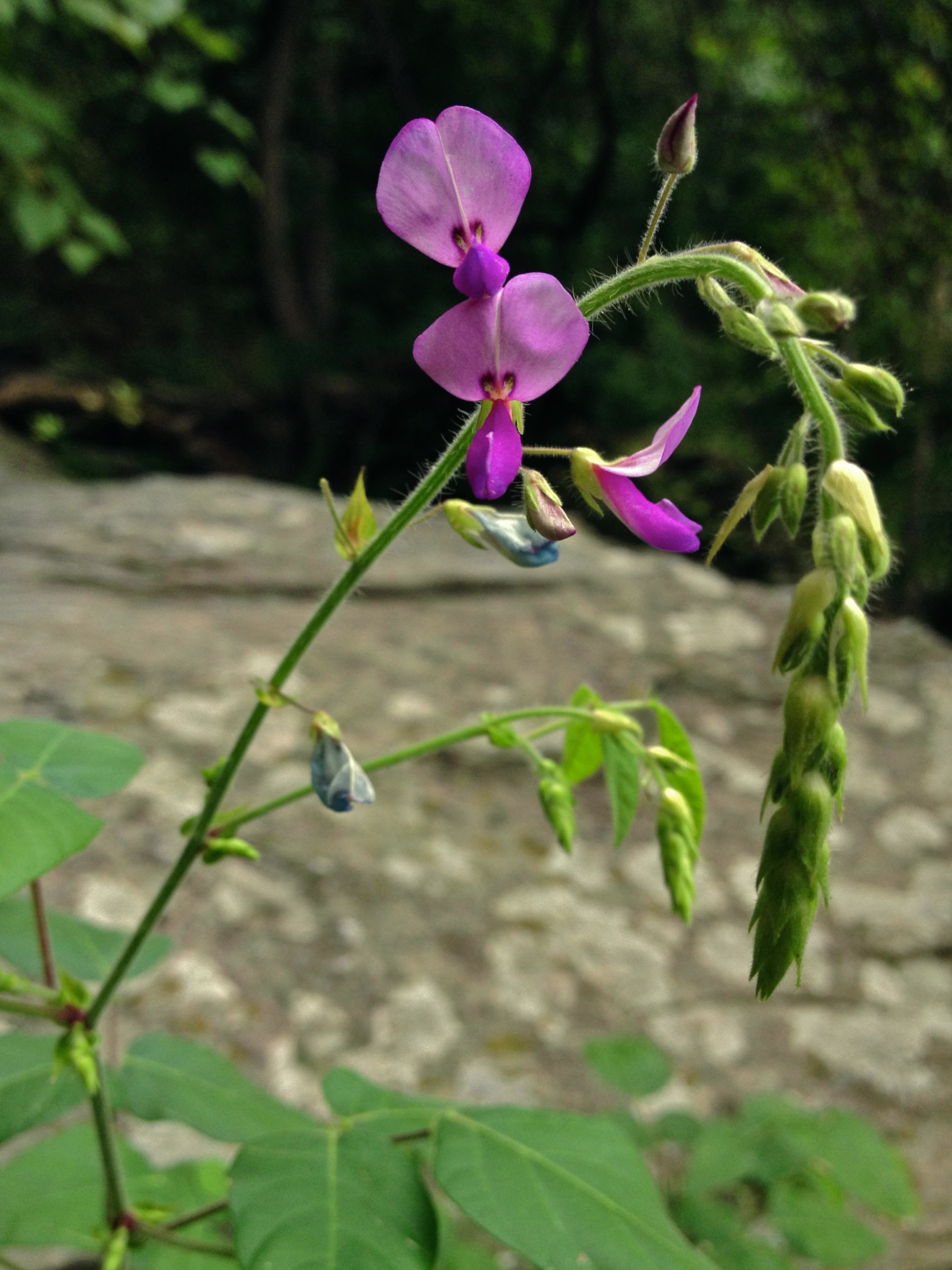